# Pusionella vulpina
Pusionella vulpina là một loài ốc biển, là động vật thân mềm chân bụng sống ở biển thuộc họ Clavatulidae.